# Vua đầu bếp Úc
Vua đầu bếp Úc hay còn được gọi là Vua đầu bếp Australia (tiếng Anh: MasterChef Australia) là một game show nấu ăn cạnh tranh của Úc dựa trên Vua đầu bếp gốc của Anh. Nó được sản xuất bởi Shine Australia và màn hình trên Network 10. Nhà hàng và đầu bếp Gary Mehigan, đầu bếp George Calombaris và nhà phê bình ẩm thực Matt Preston từng là giám khảo chính của chương trình cho đến năm 2019, khi họ được thay thế bởi người chiến thắng Mùa 4 và đầu bếp Andy Allen, nhà phê bình ẩm thực Melissa Leong, và nhà hàng và đầu bếp Jock Zonfrillo.
Sê ri cũng đã sinh ra bốn loạt spin-off: Người nổi tiếng Vua đầu bếp Australia, trong đó có các thí sinh nổi tiếng, Vua đầu bếp nhí Australia, có sự tham gia của các thí sinh nhỏ tuổi, Toàn bộ các ngôi sao Vua đầu bếp Australia, trong đó có các thí sinh trở về từ ba phần đầu tiên, và Vua đầu bếp Australia: Các chuyên gia, nơi có các đầu bếp chuyên nghiệp làm thí sinh. Những chương trình phụ trợ này không phát sóng vào năm 2014 sau khi các nhà sản xuất chương trình tuyên bố rằng họ chỉ muốn tập trung vào phiên bản gốc.

## Định dạng
Vua đầu bếp Australia có định dạng khác với định dạng gốc của Vua đầu bếp và Vua đầu bếp chơi lớn. Các vòng thi ban đầu bao gồm một số lượng lớn các thí sinh đầy hy vọng từ khắp nước Úc tham gia vòng "thử giọng" bằng cách trình bày một món ăn trước ba giám khảo để giành được một trong 50 vị trí bán kết. Những người tham gia phải trên 18 tuổi và nguồn thu nhập chính của họ không thể đến từ việc chuẩn bị và nấu thực phẩm tươi sống trong một môi trường chuyên nghiệp.
Các thí sinh bán kết sau đó cạnh tranh trong một số thử thách kiểm tra kiến thức thực phẩm và kỹ năng chuẩn bị của họ. Trong phần 1, top 50 đã tranh tài cho đến khi 20 người còn lại, với 20 người cuối cùng tiến đến giai đoạn chính của chương trình. Từ mùa 2, 24 thí sinh tiến bộ. Các thí sinh sau đó sẽ được thông qua một số thử thách nấu ăn cá nhân và theo nhóm và vòng loại trừ hàng tuần cho đến khi một Vua đầu bếp chiến thắng được đăng quang. Người chiến thắng chơi cho một giải thưởng bao gồm đào tạo đầu bếp từ các đầu bếp chuyên nghiệp hàng đầu, cơ hội để có cuốn sách nấu ăn của riêng họ được xuất bản và 250.000 đô la tiền mặt.

### Tập
Vua đầu bếp Australia phát sóng năm đêm một tuần từ Chủ nhật đến Thứ năm. Mỗi đêm có một định dạng tập khác nhau, tuy nhiên một số tập sửa đổi định dạng một chút. Các định dạng tập điển hình như sau:
Chủ nhật là đêm thử thách. Từ sê ri 3, nó có thể bao gồm nhiều thử thách khác nhau, bao gồm Chiếc hộp bí ẩn (Mystery Box), trong đó mỗi thí sinh được cho cùng một hộp nguyên liệu và sẽ tạo ra một món ăn chỉ sử dụng những nguyên liệu đó. Sau đó, các Giám khảo chọn ba món ăn Dựa trên Kỹ thuật và Ngoại hình Trực quan và một người chiến thắng được chọn. Cũng có thể có một bài kiểm tra phát minh (Invention Test), trong đó các thí sinh phải phát minh ra một món ăn liên quan đến một chủ đề bằng cách sử dụng một thành phần cốt lõi. Cũng có thể có những thách thức ngoài khu vực và những thách thức nhóm, thường liên quan đến việc nấu ăn cho số lượng lớn người. Ba thí sinh xuất sắc nhất đã làm ra những món ăn ngon nhất được ban giám khảo lựa chọn, từ đó một người chiến thắng được chọn để tranh tài trong Thử thách miễn dịch. Sau đó, ba người dưới cùng được tiết lộ, người sẽ đối mặt trong một thử thách loại trừ vào đêm hôm sau. Trong hai phần đầu tiên, nó sẽ luôn bao gồm Hộp bí ẩn, nơi người chiến thắng có thể chọn thành phần cốt lõi cho Bài kiểm tra phát minh.
Tập thứ hai có Thử thách áp lực (Pressure Test). Ba người dưới cùng từ thử thách tối hôm trước được đưa ra một công thức cho một món ăn cụ thể mà họ sẽ thi đua trong một thời gian được phân bổ. Sau khi hoàn thành, họ được đưa đến các giám khảo để được nếm thử, trước khi cả ba thí sinh được ngồi trước mặt ban giám khảo để phê bình. Sau đó, các giám khảo loại bỏ thí sinh trong số ba người thực hiện ít nhất trong bài thi.
Thứ ba có Thử thách sự thích nghi (Immunity Challenge), trong đó người chiến thắng trong thử thách Chủ nhật cạnh tranh với một vị khách, có thể thay đổi từ một đầu bếp, người học việc hoặc nấu ăn tại nhà trong một lần nấu ăn. Thí sinh được lựa chọn hai loại nguyên liệu mà họ có thể sử dụng, thường là tương phản như "Đen" và "Trắng". Thí sinh bắt đầu hoàn thành món ăn trước khi đối thủ bắt đầu nấu ăn và sau khi hết thời gian cho cả hai, các món ăn được trình bày trước ban giám khảo để nếm thử và ghi điểm trong số mười. Tuy nhiên, các thẩm phán không biết món nào được làm bởi người nào. Nếu điểm của món ăn của thí sinh bằng hoặc cao hơn điểm của khách, họ sẽ đăng quang người chiến thắng thử thách. Trong loạt đầu tiên, họ được tặng miễn phí vào tuần chung kết của cuộc thi và có thể về nhà. Từ loạt 2 trở đi, họ nhận được một mã pin cho phép họ tự cứu mình khỏi một lần loại bỏ trong tương lai.
Thứ tư có Thử thách đồng đội (Team Challenge). Các thí sinh được chia thành các đội, và được giao một nhiệm vụ và một lượng thời gian nhất định để hoàn thành thử thách. Nhiệm vụ bao gồm trình bày một bữa ăn ba món cho một vị khách nổi tiếng, điều hành một nhà hàng cho một buổi tối hoặc phục vụ một sự kiện như tiệc sinh nhật hoặc đám cưới. Sau khi hoàn thành và đánh giá các đội được đưa ra kết quả, có thể được xác định bởi đội nào mà các giám khảo nghĩ là tốt nhất, hoặc nhận được nhiều phiếu bầu nhất hoặc kiếm được nhiều tiền nhất bởi những người mà các đội phải nấu ăn, với các thành viên thua cuộc đội phải đối mặt với một sự loại bỏ vào đêm hôm sau. Đội chiến thắng an toàn khỏi bị loại sẽ nhận được phần thưởng (ví dụ bữa trưa tại một nhà hàng hàng đầu).
Thứ năm là một phần loại trừ khác. Hai thí sinh có thành tích tệ nhất từ đội thua trong thử thách đồng đội thi đấu với nhau trong thử thách đối đầu để xác định ai sẽ bị loại. Người thua cuộc của thử thách sau đó bị loại. Trong một số trường hợp, tất cả các thành viên của đội thua cuộc sẽ được chọn để thi đấu với tư cách cá nhân trong thử thách loại trừ. Trong loạt đầu tiên, một quá trình loại bỏ khác nhau đã được sử dụng. Các thí sinh từ đội thua cuộc đã bỏ phiếu cho một thí sinh mà mỗi người họ cảm thấy không thể hiện tốt nhất và có thể khiến họ phải trả giá cho thử thách. Sau khi bỏ phiếu, đội được gọi cùng nhau để công bố kết quả bầu chọn, với thí sinh có nhiều phiếu nhất sẽ bị loại khỏi cuộc thi. Nếu thử thách trước đó là thử thách cá nhân, hai thí sinh phía dưới đã thi đấu thử thách đầu vị trong đó một thí sinh tại một thời điểm đặt tên một thành phần của một món ăn hoặc nước sốt cụ thể, và người đầu tiên đặt tên cho một thành phần không chính xác bị loại bỏ. MasterClass phát sóng vào thứ năm sau chương trình loại bỏ và thường giới hạn trong các tuần theo chủ đề. Tại đây, các giám khảo George, Gary và Matt điều hành một lớp học chính cho các thí sinh còn lại, thường gọi lại một số thử thách từ tuần trước. Ví dụ, họ có thể xem lại thử thách Hộp bí ẩn và trình diễn một số món ăn khác có thể được thực hiện hoặc làm lại một trong những món ăn của thí sinh để đưa ra lời khuyên về cách cải thiện nó.

#### Quay lại để giành chiến thắng tập
Đối với sê ri 12, định dạng hàng tuần đã được sửa đổi để phát sóng Thử thách đồng đội vào Chủ nhật, Thử nghiệm áp lực vào thứ Hai, Hộp bí ẩn vào thứ ba, Thử thách miễn dịch vào thứ Tư và Thử thách loại trừ vào thứ năm. Các chân miễn dịch đã được thay thế bằng "Miễn dịch hàng tuần", mang lại sự an toàn cho thí sinh trong cuộc thi Loại trừ toàn bộ trong tuần, liên quan đến tất cả các thí sinh ngoại trừ một thí sinh miễn dịch. Thử thách miễn dịch không còn liên quan đến việc cạnh tranh với các đầu bếp nổi tiếng (do đó không cần người cố vấn), và thay vào đó phải tham gia một hoặc hai vòng thử thách mà các thí sinh đã vượt qua để giành được Miễn dịch.
Do đại dịch COVID-19 ở Úc, định dạng cho Series 12 đã được thay đổi một lần nữa, thành định dạng 3 ngày từ giữa tháng 6, với những người chiến thắng Hộp bí ẩn vào thứ Hai đã tham gia Thử thách miễn dịch vào thứ ba. Người chiến thắng trong thử thách đã được miễn nhiễm với Loại trừ toàn diện vào Chủ nhật. Các bài kiểm tra áp lực và Thử thách đồng đội đã bị loại bỏ và chỉ có một thí sinh bị loại mỗi tuần.

## Người chiến thắng

### Loạt chính
| Loạt | Thí sinh       | Tuổi tác | Tiểu bang       | Nghề nghiệp                          | Ngày thắng               |
| ---- | -------------- | -------- | --------------- | ------------------------------------ | ------------------------ |
| 1    | Julie Goodwin  | 38       | New South Wales | Quản lý văn phòng                    | Ngày 19 tháng 7 năm 2009 |
| 2    | Adam Liaw      | 31       | Nam Úc          | Luật sư                              | 25 tháng 7 năm 2010      |
| 3    | Kate Bracks    | 35       | New South Wales | Người nội trợ                        | Ngày 7 tháng 8 năm 2011  |
| 4    | Andy Allen     | 24       | New South Wales | Thợ điện học việc                    | 25 tháng 7 năm 2012      |
| 5    | Emma Dean      | 35       | Victoria        | Người nghiên cứu quy hoạch thành phố | Ngày 1 tháng 9 năm 2013  |
| 6    | Brent Owens    | 24       | Victoria        | Trình điều khiển Bobcat              | 28 tháng 7 năm 2014      |
| 7    | Billie McKay   | 24       | New South Wales | Quản lý nhà hàng                     | 27 tháng 7 năm 2015      |
| số 8 | Elena Duggan   | 32       | New South Wales | Giáo viên trường                     | 26 tháng 7 năm 2016      |
| 9    | Diana Chan     | 29       | Victoria        | Viên kế toán                         | 24 tháng 7 năm 2017      |
| 10   | Sashi Cheliah  | 39       | Nam Úc          | Cai ngục                             | Ngày 31 tháng 7 năm 2018 |
| 11   | Larissa Takchi | 22       | New South Wales | Quản lý nhà hàng                     | 23 tháng 7 năm 2019      |
| 12   |                |          |                 |                                      | 20 tháng 7 năm 2020      |

### Loạt spin-off
| Mùa | Thí sinh               | Nghề nghiệp                   | Ngày thắng               |
| --- | ---------------------- | ----------------------------- | ------------------------ |
| C   | Eamon Sullivan         | Vận động viên bơi lội Olympic | 25 tháng 11 năm 2009     |
| J1  | Hạnh phúc của Isabella | Học sinh                      | 15 tháng 11 năm 2010     |
| J2  | Greta Yaxley           | Học sinh                      | 23 tháng 11 năm 2011     |
| NHƯ | Callum Hann            | Sinh viên Uni                 | Ngày 12 tháng 8 năm 2012 |
| TP  | Rhys Badcock           | Đầu bếp Cruise                | 17 tháng 3 năm 2013      |

## Tóm tắt loạt

### Sê-ri 1: 2009
Series đầu tiên của MasterChef Australia được phát sóng từ ngày 27 tháng 4 năm 2009 đến ngày 19 tháng 7 năm 2009. Đơn đăng ký cho các thí sinh đã đóng vào ngày 8 tháng 1 năm 2009, với các buổi thử giọng tiếp theo được tổ chức tại Perth, Brisbane, Melbourne, Adelaide và Sydney. Hơn 7000 người đã thử giọng cho chương trình.
Phần 50 của loạt phim được quay tại Khu công nghệ Úc ở Sydney. Từ Top 20 trở đi, việc quay phim đã được chuyển đến một studio trên đường Doody ở Alexandria, Sydney. Tập cuối loạt một được quay vào ngày 2 tháng 7 năm 2009, hai tuần rưỡi trước khi phát sóng truyền hình thực tế.
Người chiến thắng là quản lý văn phòng CNTT, Julie Goodwin, người đã đánh bại Poh Ling Yeow.

### Sê-ri 2: 2010
Sê-ri thứ hai của MasterChef Australia được công chiếu vào ngày 19 tháng 4 năm 2010, với lời kêu gọi ban đầu dành cho các thí sinh được tổ chức vào giữa năm 2009.
Những thay đổi khác của Phần 2 bao gồm không hiển thị các buổi thử giọng ban đầu, thay vào đó là loạt phim bắt đầu với Top 50 được quay tại tòa nhà Redfern Train Works ở Sydney và có Top 24 thay vì Top 20. Ngoài ra, không giống như phần 1, 45 phút cuối của đêm chung kết được phát trực tiếp.
Người chiến thắng là luật sư Adam Liaw 31 tuổi, người đã đánh bại Callum Hann.

### Sê-ri 3: 2011
Vào ngày 4 tháng 7 năm 2010, Network Ten đã xác nhận sự trở lại của MasterChef với thẩm phán mới Matt Moran tham gia ban giám khảo ban đầu cho loạt 3.
Bộ phim ra mắt vào ngày 1 tháng 5 năm 2011. Nó đã được xem bởi 1.511   triệu người xem.
Người chiến thắng là mẹ 36 tuổi, Kate Bracks, người đã đánh bại Michael Weldon trong trận chung kết.

### Sê-ri 4: 2012
MasterChef Australia công chiếu vào Chủ nhật ngày 6 tháng 5 trên Mạng Mười. Các giám khảo thường xuyên, đầu bếp George Calombaris và Gary Mehigan và nhà phê bình ẩm thực Matt Preston, đã trở lại cho Phần 4.
Andy Allen đánh bại Julia Taylor. Audra Morrice đứng ở vị trí thứ ba.

### Sê-ri 5: 2013
Network Ten đã xác nhận vào tháng 8 năm 2012 rằng họ đã đưa ra một loạt thứ năm cho năm 2013. Chương trình được quay tại Khu trưng bày Melbourne ở Ascot Vale, Victoria. Emma Dean đã giành chiến thắng, với Lynton Tapp là á quân.
Sê-ri 5 có một số thay đổi về định dạng, bao gồm cả việc tập trung vào tính cách của thí sinh trên khả năng nấu ăn để đáp ứng với thành công của chương trình nấu ăn đối thủ của Seven Network My Kitchen Rules. Những thay đổi không được cả nhà phê bình và khán giả đón nhận, và dẫn đến xếp hạng đáng thất vọng so với các mùa trước. Do phản ứng khán giả kém của chương trình, Network Ten đã hủy tất cả các phiên bản phụ của Masterchef Australia cũng như các sự kiện trực tiếp như Masterchef Live để tập trung vào "một phiên bản mới, mới trong năm 2014 sẽ thu hút những người hâm mộ MasterChef trung thành cũng như những người xem mới ", theo giám đốc lập trình của Ten, Beverley McGarvey.

### Sê-ri 6: 2014
Network Ten đã xác nhận vào tháng 8 năm 2013 rằng họ đã giới thiệu chương trình cho một loạt phim khác, được phát sóng vào năm 2014. Chương trình này một lần nữa được quay ở Ascot Vale, Victoria tại Melbourne Showgrounds. Ngoài sự trở lại của cả ba vị giám khảo, Kylie Kwong còn là một cố vấn khách mời xuất hiện trong các thử thách miễn dịch. Heston Blumenthal và Marco Pierre White đã tham gia chương trình cho một tuần đầy thử thách.
Brent Owens là người chiến thắng, với Laura Cassai chiếm vị trí thứ hai.

### Sê-ri 7: 2015
Shannon Bennett thay thế Kwong làm cố vấn nội bộ thường xuyên cho các thử thách miễn dịch. Mùa này đánh dấu sự trở lại trong xếp hạng mạnh mẽ hơn cho MasterChef Australia, với một loạt trung bình gần 1,2 triệu người xem đô thị. Đêm chung kết (người chiến thắng được công bố) là sự kiện truyền hình phi thể thao được xếp hạng cao nhất năm 2015, với 2,2 triệu người xem (với số lượng hợp nhất đô thị). Loạt phim này cũng thu hút được sự khen ngợi và hoan nghênh từ các nhà phê bình và nhà văn truyền hình, cũng như nhiều nhân vật truyền thông và nhiều người xem.

### Sê-ri 8: 2016
Mùa thứ tám được công chiếu vào ngày 1 tháng 5 năm 2016. Nó đã giành chiến thắng bởi Elena Duggan với Matt Sinclair là á quân.

### Sê-ri 9: 2017
Mùa thứ chín bắt đầu vào ngày 1 tháng 5 năm 2017. Nó đã giành được bởi Diana Chan với Ben Ungermann là á quân.

### Sê-ri 10: 2018
Mùa thứ mười bắt đầu vào ngày 7 tháng 5 năm 2018. Nó đã giành được Sashi Cheliah với Ben Borsht là á quân.
Sashi kết thúc với số điểm cuối cùng là 93 trên 100 điểm có thể.

### Sê-ri 11: 2019
Mùa thứ mười một được công chiếu vào ngày 29 tháng 4 năm 2019. Mùa này, các cựu thí sinh Poh Ling Yeow, Billie McKay và Matt Sinclair thay thế Shannon Bennett làm cố vấn nội bộ. Đây là mùa cuối cùng có Gary Mehigan, George Calombaris và Matt Preston làm giám khảo của chương trình.
Nó đã giành chiến thắng bởi Larissa Takchi với Tessa Boersma khi á quân và Simon Toohey đứng ở vị trí thứ ba.

### Sê-ri 12: 2020
Sê-ri thứ mười hai, còn được gọi là " Trở lại chiến thắng ", được công chiếu vào ngày 13 tháng 4 năm 2020.
Vào tháng 10 năm 2019, Jock Zonfrillo, Melissa Leong và người chiến thắng mùa bốn Andy Allen sẽ thay thế Mehigan, Calombaris và Preston trong vai trò giám khảo. Nó cũng đã được thông báo rằng họ sẽ được tham gia bởi các thí sinh trước đó đã quay trở lại để có một cơ hội khác để giành danh hiệu "Masterchef" và giải thưởng tiền mặt trị giá 250.000 đô la Úc.
Nó đã giành được bởi Emelia Jackson với Laura Sharrad là á quân.

## Phiên bản spin-off

### Người nổi tiếng MasterChef Úc: 2009
Người nổi tiếng MasterChef Australia, một phần nổi bật với các nhân vật nổi tiếng khi các thí sinh bắt đầu sản xuất vào đầu tháng 9 năm 2009, và được phát sóng trong mười tuần bắt đầu từ ngày 30 tháng 9 năm 2009. Phiên bản người nổi tiếng, có định dạng nóng và bán kết tương tự như MasterChef Goes Large, dựa trên các tập hàng tuần.
Người dẫn chương trình Sarah Wilson đã không trở lại để trình bày chương trình. Mười tuyên bố rằng cô đã bị loại vì "vai trò phù hợp với Sarah là không thể đạt được nếu không thay đổi định dạng đáng kể", nhưng Gary Mehigan, George Calombaris và Matt Preston trở lại với tư cách là thẩm phán, Calombaris và Mehigan đảm nhận vai trò trình bày của Wilson. Nó đã giành được bởi vận động viên bơi lội Olympic Eamon Sullivan, người đã mang về nhà 50.000 đô la cho tổ chức từ thiện Bơi lội sống sót sống sót.
Vào tháng 2 năm 2010, nhà sản xuất điều hành Mark Fennessy tuyên bố rằng ông nghi ngờ spin-off sẽ quay trở lại cho loạt phim thứ hai.

### Junior MasterChef Úc

#### Sê-ri 1: 2010
Việc sản xuất một phiên bản cơ sở của chương trình được đề xuất ban đầu vào tháng 10 năm 2009. Sê-ri đầu tiên của chương trình, có các thí sinh từ 8 đến 12 tuổi, được quay sau loạt phim thứ hai của MasterChef Australia. Junior MasterChef Australia được sản xuất bởi Shine Australia.
Trận chung kết đã giành chiến thắng bởi cô bé 12 tuổi Isabella Bliss đến từ Queensland.

#### Sê-ri 2: 2011
Mười đã xác nhận một loạt thứ hai của spin-off trong đội hình năm 2011 của họ. Người chiến thắng là Greta Yaxley.

#### Sê-ri 3: 2020
Vào ngày 27 tháng 4 năm 2020, thông báo rằng mùa thứ ba của Junior MasterChef Australia đã được đưa vào hoạt động vào cuối năm 2020, chín năm sau khi loạt phim thứ hai lên sóng. Đúc được mở cho trẻ em từ 9 đến 14 tuổi.

### MasterChef Australia All-Stars: 2012
Mười bắt đầu phát sóng phiên bản toàn sao đặc biệt của chương trình vào ngày 26 tháng 7 năm 2012 được phát sóng trong Thế vận hội Mùa hè 2012. Nó bao gồm một số thí sinh trở lại từ ba loạt đầu tiên, bao gồm cả người chiến thắng loạt 1 và 3, Julie Goodwin và Kate Bracks, người đã xem xét lại các thử thách trong quá khứ để quyên góp tiền từ thiện.
Nó đã giành được bởi á quân Callum Hann, người cuối cùng đã kiếm được 20.000 đô la cho Hội đồng Ung thư Úc.

### MasterChef Australia: Chuyên gia: 2013
Một phần phụ thuộc dựa trên BBC MasterChef: The Professionals gốc bắt đầu phát sóng vào ngày 20 tháng 1 năm 2013. Nó có 18 đầu bếp chuyên nghiệp cạnh tranh với nhau trái ngược với các đầu bếp nghiệp dư. Matt Preston và đầu bếp Marco Pierre White đã tổ chức bữa tiệc phụ.

## Tiếp nhận

### Xếp hạng mùa chính
Buổi ra mắt sê -ri kéo dài một giờ của MasterChef Australia thu hút trung bình 1,42   triệu người xem, làm cho nó trở thành chương trình được xem nhiều nhất trong timelot của nó. Xếp hạng tăng đều đặn trong suốt loạt phim đầu tiên, với chương trình thống trị xếp hạng của Úc khi bước vào tuần chung kết, trung bình khoảng hơn 2 triệu người xem một tập và trên bảng xếp hạng hàng ngày trước các chương trình xếp hạng cao khác như Seven Network's Packed to the Rafters và Nine's Rugby League State of Origin phát sóng. Thành công của nó là bất chấp niềm tin ban đầu từ các nhà phê bình rằng loạt phim sẽ là một trò hề dựa trên hiệu suất của các chương trình nấu ăn thời gian chính trước đó, cũng như sự hoài nghi chung đối với một định dạng chương trình thực tế mới.
Tập cuối của MasterChef Australia đã thu hút trung bình 3.745.000 người xem và đạt đỉnh 4.11   triệu người xem. Con số này là trong nửa giờ cuối của chương trình, có tiêu đề MasterChef Australia: Người chiến thắng được công bố, trong khi 90 phút đầu tiên của đêm chung kết đạt trung bình 3.313.000 người xem. Con số này cũng làm lu mờ mức cao trước đó của chương trình, được đặt ở tập loại trừ cuối cùng, là 2,36   triệu người xem và cũng đã vượt qua mức cao trước đó cho một sự kiện phi thể thao (đêm chung kết năm 2004 của Úc Idol, tính trung bình trong 3,35   triệu) kể từ khi xếp hạng OzTAM bắt đầu vào năm 2001. Đây hiện là chương trình truyền hình được xếp hạng cao thứ 4 tại Úc kể từ năm 2001, sau trận chung kết Úc mở rộng năm 2005 giữa Lleyton Hewitt và Marat Safin và Chung kết World Cup bóng bầu dục 2003. Mười phần của đêm đó là 41,3%, gần 20% so với đối thủ gần nhất. Tập cuối cùng là chương trình truyền hình được xem nhiều nhất năm 2009.
Buổi ra mắt loạt thứ hai rất được mong đợi của chương trình đã thu hút 1,69   triệu người xem, đạt đỉnh 2,11   triệu trên toàn quốc. Nhìn chung, loạt phim thứ hai được đánh giá trung bình cao hơn so với loạt phim đầu tiên, với các tập trong tuần có lượng người xem tăng 35% theo điểm giữa của loạt phim. Nửa giờ cuối cùng của loạt phim thứ hai đã thu hút 3.962.000 người xem và 3.542.000 trong phần còn lại của trận chung kết xếp hạng cuối cùng của loạt 1 để trở thành chương trình xếp hạng cao thứ 3 mọi thời đại.
Dựa trên số lượng người xem và xếp hạng hàng đêm, Phần 5 của Masterchef được coi là mùa tồi tệ nhất, với đêm chung kết chỉ được xếp hạng chương trình truyền hình được xem nhiều thứ 5 trong đêm đó, so với mọi mùa khác của bảng xếp hạng Masterchef # 1. Đây cũng là mùa duy nhất của chương trình có dưới 1 triệu người xem đêm chung kết và nó đã nhận được thứ hạng hàng đêm thấp nhất với một số tập dưới 20 vị trí hàng đầu về số lượng chương trình được xem nhiều nhất. Tổng cộng chỉ có một nửa số người xem từ Phần 4. Do phản ứng khán giả kém của chương trình, Network Ten đã hủy tất cả các phiên bản phụ của Masterchef Australia (bao gồm: Junior Masterchef và Masterchef: The Professionals cũng như các sự kiện trực tiếp như Masterchef Live và Masterchef Ăn uống) để tập trung vào "a phiên bản mới, mới trong năm 2014 sẽ thu hút những người hâm mộ trung thành của MasterChef cũng như những người xem mới ", theo giám đốc lập trình của Ten, Beverley McGarvey.

### Tiếp tân quan trọng và phổ biến
Mặc dù thành công về xếp hạng, ban đầu bộ phim nhận được nhiều ý kiến trái chiều, với người hâm mộ phiên bản gốc của Anh mô tả chương trình Úc không thể so sánh với phiên bản đó về chất lượng, cấu trúc, phán đoán và kỹ năng của thí sinh. Các nhà bình luận khác cũng chỉ trích chương trình đã sử dụng định dạng cạnh tranh tương tự như các chương trình thực tế khác như Australian Idol, The Bigiest Loser và Project Runway Australia tập trung nhiều vào việc loại bỏ các thí sinh hơn là thực phẩm và nấu ăn. Giám đốc lập trình của Ten, David Mott thừa nhận rằng sử dụng định dạng mới là "rủi ro rất lớn", trong khi Paul Franklin của FremantleMedia đã khẳng định rằng "đối với khán giả thương mại, chúng tôi cần phải đẩy nó lên và làm cho nó lớn hơn, một chút trên đỉnh, với nhiều kịch tính và kể chuyện và cảm giác về nhà hát ". Tuy nhiên, kể từ Series 5 (2012), khi chương trình bắt đầu quay ở Melbourne, thay vì Sydney, các nhà sản xuất đã thay đổi định dạng ban đầu trong vòng đủ điều kiện cho top 24 thành một tương tự như Vua đầu bếp Hoa Kỳ; Tuy nhiên, phần còn lại của chương trình bị mắc kẹt ít nhiều với định dạng gốc của Úc.
Bất chấp những quan điểm khắc nghiệt này, nó vẫn được nhiều người khác ca ngợi, cân bằng giữa giải trí, kỹ năng và trình bày tổng thể, đáng yêu hơn trong thái độ (Úc) so với định dạng gốc của Anh. Chương trình đã được mô tả là "thuốc giải độc cho sự hoài nghi" và là sự phản ánh của nước Úc đa văn hóa, trong khi thành công của chương trình được quy cho khán giả "không thoải mái với khuôn mẫu chiến thắng của các chương trình thực tế cũ" và sự thay đổi giá trị khi đối mặt với cuộc khủng hoảng tài chính gần đây. Như đã lưu ý trong tập 4 của Vua đầu bếp Australia mùa 4, kể từ khi nó được công chiếu vào năm 2009 (loạt Vua đầu bếp đầu tiên bên ngoài Vương quốc Anh (k. 1990)), đó là một thành công mà Pháp, Hy Lạp, Thổ Nhĩ Kỳ, Bồ Đào Nha, New Zealand, Ấn Độ, Peru, Phần Lan, Thụy Điển, Ý, Đức, Đan Mạch, Na Uy, Mỹ và nhiều quốc gia khác đều theo sự dẫn dắt của Úc và thành lập một loạt chương trình của riêng họ ở các quốc gia tương ứng; điều này tự nó cho thấy sự phổ biến của chương trình Úc từ góc độ khán giả quốc tế so với phiên bản của Anh.
Các trường dạy nấu ăn đã báo cáo sự gia tăng số lượng tuyển sinh do sự thành công của bộ truyện, trong khi các nhà bán lẻ đồ dùng nhà bếp và nhà hàng cao cấp cũng đã thấy thương mại tăng lên. Các siêu thị và nhà bán lẻ thực phẩm đặc biệt đã báo cáo nhu cầu gia tăng từ công chúng đối với các thành phần khác thường hơn, như chim cút, mãng cầu và squab, sau khi được đưa vào chương trình. Thành công của chương trình đã khiến Ten khám phá những tác phẩm phụ có thể có như phiên bản dành cho người nổi tiếng và đàn em, cũng như một đầu bếp có các đầu bếp chuyên nghiệp là thí sinh. Thành công của chương trình cũng khiến các mạng cạnh tranh đưa ra các chương trình nấu ăn cạnh tranh của riêng họ, như Quy tắc bếp của tôi và Seven Aussie Cook-Off của Nine sau loạt đầu tiên của phiên bản Úc, với các báo cáo rằng cả hai mạng đều lập kế hoạch nhiều chương trình copycat sẽ phát sóng vào cuối năm 2010 và đầu năm 2011.
Vua đầu bếp Australia đã giành giải thưởng cho Chương trình thực tế phổ biến nhất tại Giải thưởng Logie 2010. Ngoài ra, Matt Preston đã giành giải thưởng Graham Kennedy cho Tài năng mới xuất sắc nhất cho công trình của ông trong chương trình.

## Tranh cãi

### Cáo buộc gian lận phiếu bầu
Số lượng người xem đáng kể đã đưa ra cáo buộc rằng việc bỏ phiếu cho loạt phim chung kết của Vua đầu bếp là gian lận sau khi Julie Goodwin giành vương miện. Sau khi chương trình phát thanh nói chuyện kết thúc phát sóng tràn ngập các cuộc gọi, cả cho và chống lại phán quyết, và đêm chung kết cũng trở thành một chủ đề xu hướng hàng đầu trên trang mạng xã hội Twitter, nơi nhiều người dùng cho biết họ cảm thấy "xì hơi" và "xé toạc" bởi tập cuối của chương trình ăn khách. Những cáo buộc tương tự đã được nêu ra khi các thí sinh bị loại trong suốt loạt phim.
Giám khảo Matt Preston đã phủ nhận rằng việc loại bỏ đã bị gian lận hoặc kết quả của một cuộc thi nổi tiếng, và khẳng định rằng Julie đã giành được danh hiệu vì cô là người nấu ăn giỏi hơn trong đêm. Bản thân Goodwin cũng đã khẳng định rằng chiến thắng của cô không phải là kết quả của sự gian lận, nhấn mạnh rằng sự chính trực chuyên nghiệp của ba thẩm phán sẽ bị tổn hại nếu như vậy.

### Phúc lợi của cựu thí sinh
Trong thời gian chơi Vua đầu bếp, các thí sinh được trả một người giữ 500 đô la một tuần. Mức này thấp hơn một chút so với mức lương tối thiểu quốc gia Úc là 589,30 đô la và thấp hơn một nửa mức lương trung bình là 1.291,34 đô la. Tuy nhiên, các thí sinh có chỗ ở được cung cấp trong suốt thời gian của họ trong cuộc thi, có nghĩa là họ sống miễn phí. Những sự thật này đã được tiết lộ vào năm 2011 cùng với kiến thức rằng hầu hết các thí sinh bỏ việc trước khi tham gia cuộc thi và phải đối mặt với việc tìm kiếm việc làm một khi đã bị loại khỏi chương trình.

### Marco Pierre White
Sau những bình luận của giám khảo Matt Preston về việc con trai của Marco thừa nhận 500.000 đô la tiền của cha mình về ma túy và mại dâm, Marco tham gia chương trình đối thủ Hell's Kitchen Australia. Vào năm 2016, trong khi trên The Kyle và Jackie O Show Preston đã được hỏi về thời gian của Marco Jr. trên Big Brother UK, trong đó bao gồm cáo buộc của anh ta về tình dục trên không và việc thừa nhận mua ma túy và mại dâm bất hợp pháp. Preston nói "Tôi nghĩ đó là điều kinh khủng khi bạn có những đứa trẻ ra khỏi đường ray... thuốc có thể là một chút lo lắng". Điều này đã gây ra một loạt các cuộc tấn công truyền thông xã hội đầy thô tục của Marco Jr. mà anh ta đã xin lỗi trong chương trình Kyle và Jackie O Show. Kể từ khi rời khỏi Vua đầu bếp, Marco Snr đã nói rằng tôi sẽ không bao giờ tha thứ cho người đàn ông đó... với bàn tay của tôi trên mộ của mẹ tôi, tôi sẽ có được người đàn ông đó và gia nhập Hell's Kitchen Australia.

## Tổ chức quốc tế
Mạng in đậm cũng phát sóng phiên bản Vua đầu bếp của riêng họ. 
| Quốc gia        | Mạng lưới                              | Lồng tiếng hay có phụ đề?                 |
| --------------- | -------------------------------------- | ----------------------------------------- |
| Afghanistan     | STAR World                             | Có phụ đề Dari                            |
| Liên đoàn Ả rập | Fox Series                             | Lồng tiếng                                |
| Liên đoàn Ả rập | STAR World                             |                                           |
| Bangladesh      | STAR World India                       | Có phụ đề tiếng Anh                       |
| Bỉ              | één                                    | Có phụ đề tiếng Hà Lan                    |
| Bỉ              | Vitaya                                 | Có phụ đề tiếng Hà Lan                    |
| Bhutan          | STAR World India                       | Có phụ đề tiếng Anh                       |
| Brazil          | Travel &amp; Living Channel            | Lồng tiếng                                |
| Burma           | STAR World                             | Có phụ đề                                 |
| Canada          | Casa                                   | Lồng tiếng bằng tiếng Pháp                |
| Canada          | CTV Life (formerly Gusto)              |                                           |
| Croatia         | Nova TV                                | Có phụ đề                                 |
| Đan Mạch        | TV3 Puls                               | Có phụ đề                                 |
| Phần Lan        | Jim                                    | Có phụ đề                                 |
| Phần Lan        | Nelonen                                | Có phụ đề                                 |
| Hi Lạp          | Mega Channel                           | Có phụ đề                                 |
| Hồng Kông       | Lifetime                               | Có phụ đề tiếng Trung                     |
| Ấn Độ           | STAR World India Living Foodz Zee Cafe | Có phụ đề tiếng Anh                       |
| Indonesia       | B-Channel (now RTV)                    | Có phụ đề                                 |
| Indonesia       | Lifetime                               | Có phụ đề                                 |
| Ireland         | Good Food                              |                                           |
| Ireland         | Really                                 |                                           |
| Ireland         | RTÉ One                                |                                           |
| Ireland         | Watch                                  |                                           |
| Israel          | Channel 2                              | Có phụ đề tiếng Hebrew                    |
| Italy           | Gambero Rosso                          | Lồng tiếng                                |
| Italy           | cielo (TV channel)                     | Lồng tiếng                                |
| Italy           | Sky Uno                                | Lồng tiếng                                |
| Macau           | Lifetime                               | Có phụ đề tiếng Quảng Châu                |
| Malaysia        | Lifetime                               | Có phụ đề tiếng Mã Lai & tiếng Trung      |
| Nepal           | STAR World India                       | Có phụ đề tiếng Anh                       |
| New Zealand     | TVNZ 2                                 |                                           |
| New Zealand     | TVNZ 1                                 |                                           |
| New Zealand     | Prime                                  |                                           |
| Na Uy           | TLC Dplay                              | Có phụ đề                                 |
| Pakistan        | STAR World Fox                         | Có phụ đề tiếng Anh Có phụ đề tiếng Ả Rập |
| Poland          | TLC                                    | người đọc tiếng Ba Lan                    |
| Bồ Đào Nha      | SIC Mulher                             | Có phụ đề                                 |
| Bồ Đào Nha      | 24Kitchen                              | Có phụ đề                                 |
| Nga             | Телекафе                               | Lồng tiếng Nga đôi                        |
| Singapore       | Lifetime                               | Có phụ đề tiếng Trung                     |
| Singapore       | MediaCorp Channel 5                    |                                           |
| Nam Phi         | M-Net                                  |                                           |
| Sri Lanka       | MAX TV                                 | Có phụ đề tiếng Anh                       |
| Thụy Điển       | <b id="mwBaA">TLC</b>                  | Có phụ đề                                 |
| Đài Loan        | STAR World                             | Có phụ đề                                 |
| Thái Lan        | STAR World                             | Có phụ đề                                 |
| Hà Lan          | Net 5                                  | Có phụ đề                                 |
| Hà Lan          | RTL 5                                  | Có phụ đề                                 |
| Hà Lan          | SBS 6                                  | Có phụ đề                                 |
| Anh             | Good Food                              |                                           |
| Anh             | Really                                 |                                           |
| Anh             | W                                      |                                           |
| Việt Nam        | STAR World                             |                                           |
| Việt Nam        | VTV6 (phiên bản dành cho trẻ em)       | Lồng tiếng bằng tiếng Việt                |

## In ấn

### Sách nấu ăn Vua đầu bếp Tập 1
Cuốn sách chính thức Sách nấu ăn Vua đầu bếp Tập 1 được xuất bản bởi Random House Australia vào tháng 12 năm 2009. Nó chứa các công thức nấu ăn từ loạt 1 thí sinh Top 20 và các đầu bếp hàng đầu của Úc và quốc tế: Martin Boetz, Donovan Cooke, Pete Evans, Manu Feildel, Guy Grossi, Alex Herbert, Matt Moran và Andrew Honeysett, Ben O'Donoghue, Adrian Richardson, Frank Shek, Emmanuel Stroobant và Adriano Zumbo. Ngoài ra còn có những câu chuyện hậu trường và mẹo và thủ thuật ẩm thực.

### Tạp chí Vua đầu bếp
Tạp chí Vua đầu bếp (MasterChef), một ấn phẩm phụ bản hàng tháng áp dụng thương hiệu của bộ truyện, đã được bán vào tháng 5 năm 2010. Sau khi ra mắt cao cấp, tạp chí đã vượt quá mục tiêu bán hàng ban đầu trong một khoảng thời gian ngắn, bán được 90.000 bản trong ba ngày. Tạp chí được xuất bản bởi News Mag Magazine, một công ty con của News Limited. Sau khi mất một phần ba số độc giả trong một năm, tạp chí đã bị đóng cửa vào tháng 10 năm 2012 

## Liên kết ngoại
- Vua đầu bếp Australia - Trang web chính thức của Vua đầu bếp Australia
- Trang web Channel 10 chính thức - Trang web chính thức kênh Mười (với các tập Vua đầu bếp miễn phí)
- Trang web sản xuất chính thức - Trang web sản xuất chính thức Shine Australia
- Vua đầu bếp Úc trên Internet Movie Database
- Vua đầu bếp Úc tại TV.com
- Vua đầu bếp Úc trên Twitter